# Ferdinando Petruccelli della Gattina
Ferdinando Petruccelli della Gattina (n. 28 august 1815, Moliterno, Basilicata, Italia – d. 29 martie 1890, Paris, Franța) a fost un jurnalist italian, patriot și politician.
Considerat unul dintre cei mai mari jurnaliști ai secolului al XIX-lea și un pionier al jurnalismului modern este cel mai adesea amintit pentru corespondența sa de război. A scris pentru multe ziare italiene și a contribuit la presa din Franța, Marea Britanie și Belgia.

## Biografie

### Tinerețea
Născut în Moliterno, Basilicata, pe atunci parte a Regatului de Neapole, numele său de naștere a fost Ferdinando Petruccelli, el adăugându-și la numele său de familie "della Gattina" (numele unei ferme proprii) pentru a evita poliția din Bourbon, care l-a persecutat din motive politice. Tatăl său Luigi era medic și membru al Carbonari, în timp ce mama sa Maria Antonia Piccininni era o nobilă din Marsicovetere.
A crescut în cercuri religioase dar din cauza abuzurilor din timpul copilăriei a dezvoltat un anticlericalism puternic care se va reflecta în lucrările sale. La vârstă fragedă, s-a dedicat studiului limbilor latină și greacă. Mai târziu, a urmat cursurile Universității din Napoli, absolvind medicina, dar a ales calea jurnalismului.

### Cariera timpurie și exilul
În 1838, și-a început cariera scriind la ziarul napolitan Omnibus și, în 1840, a călătorit în Franța, Marea Britanie și Germania drept corespondent pentru Salvator Rosa și Raccoglitore fiorentino. Din cauza ideilor sale liberale, a fost arestat pentru calitatea de membru al Italiei tinere (mișcare italiană care avea scopul de a realiza așa-numita Republică Italiană Unită) și a fost trimis sub pază în orașul său natal.
Revenit la Napoli în 1848, Petruccelli a fost ales deputat al parlamentului napolitan și a fondat Mondo vecchio e mondo nuovo, un ziar care a acuzat dinastia Bourbon de guvernare greșită în politica internă și externă și, pentru atacurile frecvente asupra coroanei, fiind fost suprimată de magistratură. După suspendarea constituției promulgată de regele Ferdinand al II-lea cu câteva luni înainte, el a luat parte la revoltele aceluiași an. Revolta a eșuat și a fost forțat să fugă în Franța, în timp ce guvernul l-a condamnat la moarte și i-a confiscat proprietățile.
În timpul șederii sale în Franța, și-a lărgit orizonturile politice și culturale, mulțumită contactelor cu gânditori renumiți. A urmat cursuri la Sorbona și Collège de France, a studiat literatura franceză și engleză și a urmat o carieră strălucită de jurnalist, devenind cunoscut și apreciat în Europa. Poreclit, frumos, Pierre Oiseau de la Petite Chatte (traducerea în limba franceză a numelui său) a intrat în lumea jurnalismului francez datorită lui Jules Simon și Daniele Manin, care au apreciat intervenția Mondo vecchio e mondo nuovo în favoarea Republicii San Marco.

### Corespondent de război
Petruccelli a devenit corespondent al revistelor franceze și belgiene, cum ar fi La Presse, Journal des Débats, Revue de Paris, Le courrier français și Indépendance Belge. În 1851, el a luptat cu republicanii francezi împotriva loviturii de stat a lui Louis-Napoléon Bonaparte (mai târziu cunoscut sub numele de Napoleon al III-lea) dar, după eșecul răzvrătirii, a fost expulzat din Franța. S-a stabilit în Anglia, unde sa întâlnit cu Giuseppe Mazzini, Louis Blanc, Lajos Kossuth și cu alți refugiați. A lucrat pentru The Daily News a lui Charles Dickens și alte ziare precum The Daily Telegraph și Cornhill Magazine.
În 1859, el a fost corespondent în Al Doilea Război de Independență Italian și în 1860 în Expediția celor O Mie. Odată cu nașterea Regatului Italiei, a fost membru al parlamentului italian, unde mai mulți ani a stat pe banchetele celor de stânga și a contribuit la ziare și reviste italiene precum L'Unione, L'Opinione, Fanfulla della Domenica, Cronaca bizantina și Nuova antologia. 
În 1866, Petruccelli a fost corespondent al revistei Journal des Débats în timpul celui de-al Treilea Război de Independență Italian, iar în 1868 s-a căsătorit cu scriitoarea engleză, Maude Paley-Baronet, pe care a cunoscut-o la Londra în 1867. În 1870 a urmat Războiul franco-prusac, povestind evenimentele din baricadele pariziene și, după căderea Comunei din Paris, el a fost expulzat din Franța prin ordinul lui Adolphe Thiers (împotriva căruia a întors cuvintele amare).

### Moartea
A trăit restul vieții afectat de o paralizie care l-a împiedicat să scrie, dar cu ajutorul soției sale a reușit să-și continue activitatea. Petruccelli a murit la Paris în 1890, corpul fiindu-i incinerat. Municipalitatea napolitană a propus să transporte cenușa la cimitirul din Poggioreale, dar soția sa a refuzat și au fost îngropați în Londra, respectând voința lui Petruccelli.

## Lucrări notabile
- La rivoluzione di Napoli del 1848 (1850)
- Rome and the papacy (1859)
- I moribondi del Palazzo Carignano (1862)
- Pie IX, sa vie, son règne, l'homme, le prince, le pape (1866)
- Memoirs of Judas (1867)
- Il sorbetto della regina (1875)
- I suicidi di Parigi (1878)
- Memorie del colpo di stato del 1851 a Parigi (1880)